# 松井賚夫
松井 賚夫（まつい たまお、1922年2月22日 - 2016年1月17日）は、日本の心理学者。立教大学名誉教授、駿河台大学名誉教授。専攻は産業・組織心理学。
東京大学文学部心理学科を卒業する。人事院へ勤務し、後に明治大学を経て、立教大学社会学部教授となる。同大学を名誉教授となり退職後、駿河台大学法学部で教鞭を執る。専門の心理学では産業・組織心理学を主に研究し、複数の著書・訳書を発表した。

## 著書
- 『職場管理の心理と技術』（村田宏雄,誠信書房, 1956年）
- 『リーダーシップ』（ダイヤモンド社, 1958年/1967年/1982年）
- 『販売術入門』（田中要人編,青春出版社, 1962年）
- 『人間関係管理とリーダーシップ』（全国地方銀行協会, 1963年）
- 『モチベーション』（ダイヤモンド社, 1982年）

## 訳書
- 『管理者のための経営心理学』（共訳,M.ヘイヤー著,ダイヤモンド社, 1959年）
- 『経営組織の革新』（共訳,メイソン・ヘアー編,日本能率協会, 1963年）
- 『消費者の心理と販売管理』（共訳,ニューマン著,誠信書房, 1963年）
- 『経営心理学の基礎(1)』（訳編,誠信書房, 1964年）
- 『組織心理学』（シェイン著,岩波書店, 1966年,1981年）
- 『管理者のための行動科学入門』（監訳,P.ハーシィ,K.H.ブランチャード著,日本生産性本部, 1971年/1974年）
- 『管理者のための対話の技術』（監訳,T.E.アナスタシ二世著, 荒井淑江訳,日本生産性本部, 1972年）
- 『目標が人を動かす』（共訳,E.A.ロック,G.P.ラザム著,ダイヤモンド社, 1984年）
- 『いじめ』（共訳,ダン・オルウェーズ著,川島書店, 1996年）